# Ruta Nacional 136 (Argentina)
La Ruta Nacional 136 es una carretera argentina que se encuentra en el departamento de Gualeguaychú, en el centro-este de la provincia de Entre Ríos. En su recorrido de 33,9 kilómetros asfaltados (numerados del 8,5 al 42,4 de noroeste a sudeste) une la ruta provincial 20, en el norte de la ciudad de Gualeguaychú, y el Puente Libertador General San Martín sobre el río Uruguay, que conduce a la ciudad uruguaya de Fray Bentos. La traza está marcada en rojo en el mapa adjunto.

## Historia
La primera traza fue construida en 1953 e inaugurada en julio de 1954 por el presidente Juan Domingo Perón. En el km 37,1 se encuentra el centro fronterizo y en el km 40,1 comienza el viaducto que conduce al puente.
Debido al conflicto entre Argentina y Uruguay por plantas de celulosa, estuvo cortada intermitentemente en el paraje Arroyo Verde del km 28.
En el año 2022, durante la administración de Alberto Fernández, comenzaron las obras con una inversión de 1.600 millones de pesos para conectar la ruta nacional con la ciudad de Gualeguaychú desde suburbio sur, dando acceso a las nuevas barriadas del Noroeste. Ese mismo año comenzaron las obras para repavimentar la ruta nacional 136 con inversiones del gobierno nacional por más de 1480 millones de pesos para mejorar la seguridad vial de la ruta.

## Traza antigua
Antiguamente había otra ruta con este número en el sur de la provincia de Entre Ríos, desde el paraje Sarandí, en las cercanías de Gualeguaychú, hasta Puerto Ruiz, a 9 km de Gualeguay. La traza está marcada en verde en el mapa adjunto.